# Društvo slovenskih izobražencev
Društvo slovenskih izobražencev (DSI) iz Trsta je slovensko kulturno društvo, ustanovljeno leta 1950.
Društvo slovenskih izobražencev je nastalo pod pokroviteljstvom Slovenske prosvete iz Trsta na pobudo prof. Jožeta Peterlina. DSI redno organizira vsak ponedeljek zvečer v centru mesta Trst (na ul. Donizetti 3) predavaja, predstavitve knjig, koncerte, razstave, okrogle mize in najrazličnejše kulturne pobude. DSI je med glavnimi organizatoriji Študijskih dnevov Draga.
Predsedniki DSI so bili Laura Abram, Jože Peterlin, Sergij Pahor, aktualni predsednik je Martin Brecelj .
Leta 2015 je Društvo slovenskih izobražencev iz Trsta prejelo od predsednika Republike Slovenije Boruta Pahorja Red za zasluge "zaradi povezovanja matične, zamejske in zdomske Slovenije" in za "skrbno in sistematično ustvarjanje prostora za dialog, ki na študijskih dnevih Draga že pol stoletja povezuje matično, zamejsko in zdomsko Slovenijo", kot piše na utemeljitvi priznanja.